# Alijó (gemeente)

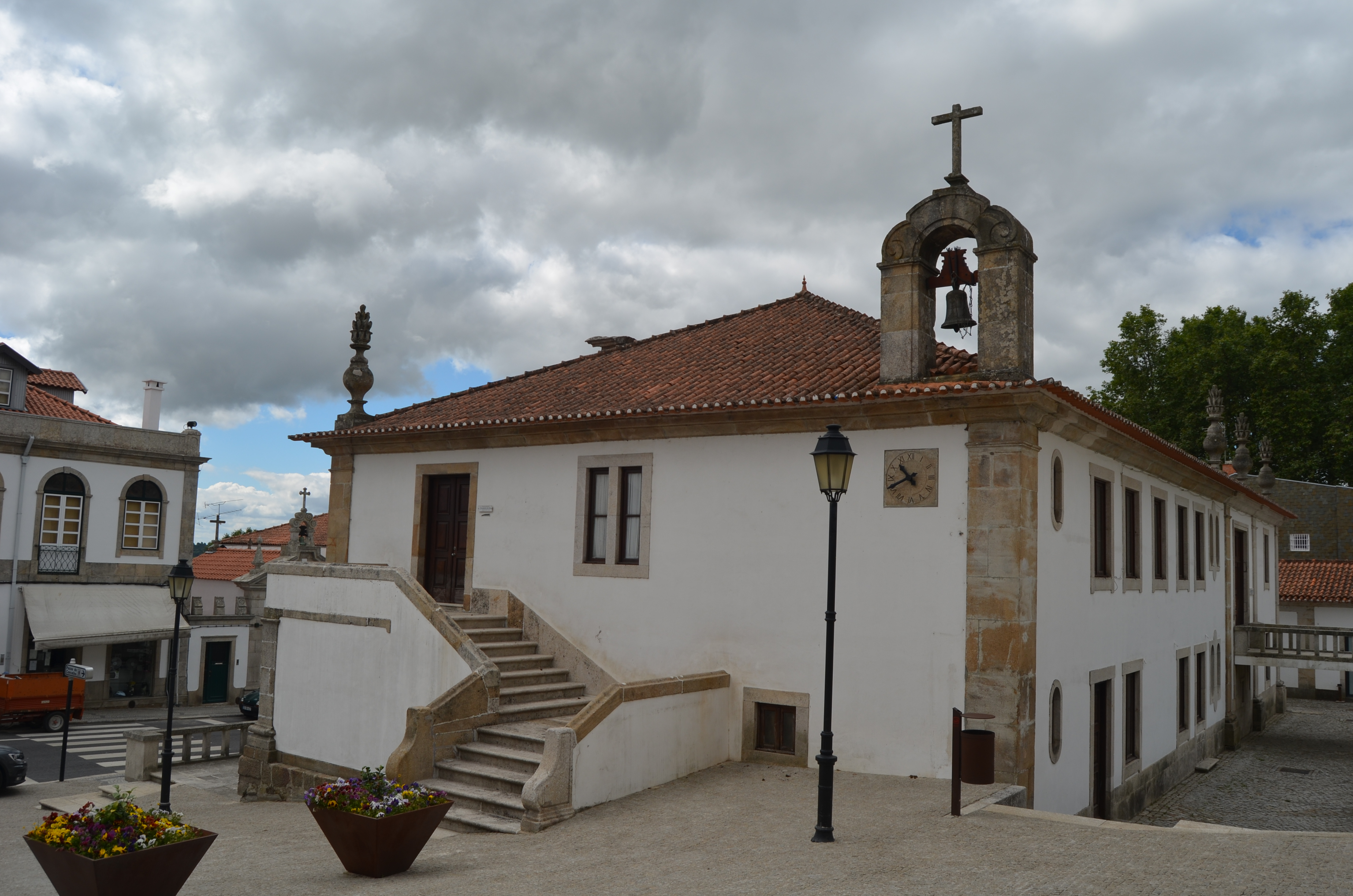
Gemeentehuis

Alijó is een plaats en gemeente in het Portugese district Vila Real.
De gemeente heeft een totale oppervlakte van 298 km² en telde 10.486 inwoners in 2021.

## Plaatsen in de gemeente
De gemeente bestaat uit de volgende freguesias:
- Alijó
- Amieiro
- Carlão
- Casal de Loivos
- Castedo
- Cotas
- Favaios
- Pegarinhos
- Pinhão
- Pópulo
- Ribalonga
- São Mamede de Ribatua
- Sanfins do Douro
- Santa Eugénia
- Vale de Mendiz
- Vila Chã
- Vila Verde
- Vilar de Maçada
- Vilarinho de Cotas